# San Vicente de Villamezán
San Vicente es una localidad y una entidad local menor situadas en la provincia de Burgos, comunidad autónoma de Castilla y León (España), comarca de Las Merindades, partido judicial de Villarcayo, ayuntamiento de Valle de Valdebezana.

## Geografía
Situado 13 km  al oeste  de  Soncillo ,  capital del municipio;  46  km de Sedano,  su antigua cabeza de partido, y  91 de Burgos. Al pie del puerto del Escudo junto  Lugar de Importancia Comunitaria  conocido como Embalse del Ebro.

### Comunicaciones
En la carretera autonómica BU-642, donde circula la línea de autobusesBurgos-Arija, con parada en Arija, a 2 km.
Estación de ferrocarril  en la línea de Bilbao La Robla en Arija.

## Situación administrativa
En las elecciones locales de 2007 correspondientes a esta entidad local menor concurrieron dos candidaturas: Asterio Sáinz Gutiérrez (Solución Independiente) y Juan Carlos Gutérrez Gómez (Iniciativa Merindades de Castilla).

## Demografía
En el censo de 1950 contaba con 115 habitantes, reducidos a 6 en 2015.

## Historia
Se tienen muy pocas referencias documentales sobre el pasado medieval de esta localidad, tan sólo en el libro Becerro de las Behetrías, siglo XIV, donde consta con su antiguo nombre de Villa Meran formando parte del alfoz de Santa Gadea y de la Merindad de Aguilar de Campoo. Posteriormente este lugar perteneció a la Hoz de Arreba, perteneciente al partido de Laredo, jurisdicción de señorío ejercida por el Duque de Frías, quien nombraba su regidor pedáneo.
A la caída del Antiguo Régimen queda agregado al ayuntamiento constitucional   de Valle de Valdebezana , en el partido de Sedano  perteneciente a la región de  Castilla la Vieja.

## Fiestas y costumbres
Celebra la festividad de la Asunción de Nuestra Señora el 15 de agosto. Se lleva a la virgen en procesión desde el pueblo hasta la ermita. Por la tarde se organizan bailes y verbenas.

## Patrimonio
- Iglesia de San Vicente Mártir: Se trata de una construcción románica, típico ejemplo de las construcciones rurales o de concejo, que aún conserva sus trazas originales a pesar de las reformas y ampliaciones llevadas a cabo en época postmedieval.[5] En 2005 fue incluida en el Plan de Intervención del Románico Norte de la Junta de Castilla y León, procediéndose a su restauración integral en el año 2006.

## Parroquia
Iglesia católica, dependiente de la parroquia de Arija en el Arcipestrazgo de Merindades de Castilla la Vieja , diócesis de Burgos